# Дивина ведмеже вухо
Дивина́ ведме́же ву́хо (Verbascum thapsus L.) — дворічна рослина родини ранникових. Батьківщиною виду є Європа, Азія і Африка, інтродукований до Америки і Австралії.

## Опис
Дворічник висотою до 2 м. Квітоносне стебло, густо вкрите жовтими квітами, виростає з великої розетки рясно опушених листків. Поширений бур'ян. У деяких місцевостях вважається інвазивним.

## Назва
Серед народних назв рослини поширені довган дикий, дообідниця, дрябчак, жовтяки, коров'як, лопушанка, царські свічі, воловий хвіст.
Українська поетеса Ліна Костенко присвятила цій рослині вірш «Ведмеже вухо».